# Langegg, Šentandraž v Labotski dolini
Langegg je naselje v Občini Šentandraž v Labotski dolini v Okraju Volšperk na Koroškem v Avstriji.